# Protostomias maroccanus
Protostomias maroccanus è un pesce osseo estinto, appartenente agli stomiiformi. Visse nel Cretaceo superiore (Cenomaniano, circa 95 milioni di anni fa) e i suoi resti fossili sono stati ritrovati in Africa.

## Descrizione
Questo pesce era lungo circa una ventina di centimetri, e possedeva un corpo piuttosto slanciato e allungato. Anteriormente il corpo di Protostomias era alto e profondo, per poi restringersi posteriormente. La testa era piuttosto grande, mentre gli occhi erano piccoli e il muso era arrotondato. Le fauci erano ampie. La pinna dorsale era situata nella metà posteriore del corpo, estremamente arretrata e di piccole dimensioni. La pinna caudale era relativamente piccola e profondamente biforcuta. È possibile che l'aspetto di questo pesce fosse abbastanza simile a quello dell'attuale Vinciguerria.

## Classificazione
Benché di aspetto abbastanza comune, Protostomias è considerato uno stretto parente degli attuali pesci vipera (Chauliodus sloanei) e di altre forme di pesci abissali come Photostomias, Stomias e Sternoptyx, dall'aspetto molto insolito, tutti rappresentanti dell'ordine Stomiiformes. Protostomias è stato anche ascritto all'ordine Elopiformes. 
Protostomias maroccanus venne descritto per la prima volta nel 1943 da Arambourg, sulla base di resti fossili ritrovati in Marocco nella zona di Djebel Tselfat, un giacimento di origine marina in cui sono stati rinvenuti numerosi fossili di pesci cretacei. Altri fossili attribuiti a questo genere sono stati ritrovati in Crimea.

## Paleoecologia
È possibile che Protostomias vivesse nei pressi del fondale marino, dove si cibava di piccoli animali.